# Brahman (filosofisch concept)
Brahman (ब्रह्मन्) is in het hindoeïsme de ultieme, onveranderlijke werkelijkheid, die het zuiver zijn en bewustzijn is. Het is dat wat op zichzelf is, aldus de filosoof Shankara (ca. 800 n.Chr.). Het Brahman ligt achter de duidelijke meervoudigheid van de fenomenale wereld en is uiteindelijk identiek aan de innerlijke wezenlijkheid van de mens (zie Vedanta). Het heeft enige analogie met het filosofisch concept oerstof.
Brahman wordt gezien als één, eeuwig, onvergankelijk, oneindig en onveranderlijk. Ondanks zijn onveranderlijkheid staat Brahman tevens voor de tijdcyclische schepping en vernietiging in haar continuïteit. Uit het Brahman is, was en zal alles ontstaan, maar aangezien dat hier niet gezien wordt als een persoonlijke god, is de schepping noch bewust gewild noch doelgericht.
Bovenstaande paradox wordt met de volgende metafoor verduidelijkt: het Brahman is als het water van de oneindige zee, in zichzelf één, eeuwig, oneindig en onveranderlijk. Zijn scheppingen zijn de golven der zee onderhevig aan verandering: soms heftig opgezweept, soms vlak als een spiegel. De golven hebben hun werkelijke bestaan in het water der zee. Het water in een golf is als het Atman, dat identiek is met Brahman als het water in de zee. Er is geen onderscheid in het -bewust-zijn van de mens en in het -bewust-zijn van het al. Het water staat niet in relatie met de beleving van de tijdelijkheid van zijn verschijningsvormen in de golven: toch is hij er één mee en maakt er deel van uit. Zo blijft Brahman eeuwig onveranderlijk zichzelf en is toch in alle veranderlijke verschijningsvormen in deze wereld.
Alles in deze wereld wordt gezien als sacraal van oorsprong, dus ook de mens. In zijn diepste innerlijk is de mens van oorsprong Atman.
Brahman, als metafoor vuur, is als atman, als de onsterfelijke goddelijke vonk, in iedereen tegenwoordig. Het zijn in essentie niet twee te onderscheiden eenheden. Vanuit dit besef van universele eenheid, wordt de hindoe aangezet tot het zich volledig onthechten van dit aardse bestaan. Vanuit zijn ongehechtheid kan hij in wijsheid de werkelijkheid in het spel van het leven doorzien als maya. Hij volgt het spel van het leven, zijn Dharma.
De Mahabharata leert Dharma.
In het boeddhisme is het niet-zelf (ledigheid, de ledigheid van het bestaan van het zelf) de enige ware bestaansvorm. Alle andere bestaansvormen zijn afhankelijk, tijdelijk, door externe factoren veroorzaakt en kennen het universele niet-zelf als enige, ware grond.